# Avanade
Avanade (/ˈæv.əˌnɑːd/) is een internationaal IT-consultancybureau van Accenture en Microsoft dat zich richt op adviesdiensten en softwareontwikkeling voor grote ondernemingen die werken met Microsoft-technologie.
Het hoofdkantoor is gevestigd in Seattle en het bedrijf heeft meer dan 80 locaties in 20 verschillende landen, met meer dan 29.000 professionals en een omzet van 2 miljard dollar in 2016. 
Avanade biedt IT-consulting en services, met de focus op het Microsoft-platform door middel van bedrijfsanalytics, bedrijfsapplicaties, cloud, digital marketing en managed services. Avanade richt zich op de top 500 bedrijven in Nederland en de Fortune 500 wereldwijd. 

## Geschiedenis
Avanade is opgericht op 4 april 2000, als een joint venture van Accenture (voormalig Andersen Consulting) en Microsoft. In eerste instantie was het bedrijf verdeeld tussen de twee moederbedrijven, waarbij Accenture voor 51% in het bezit van de aandelen was en Microsoft 49% van de aandelen bezat. Vanaf 30 november 2007 is Accenture de grootste aandeelhouder van Avanade, met een aandeel van 95%. Microsoft is in bezit van de overige aandelen. De bedrijven vormen de Accenture-Avanade-Microsoft Alliance, door Accenture’s consulting expertise te combineren met Microsoft’s cloud en mobile technologie. De naam “Avanade” is een combinatie tussen “avenue” en “promenade”. 
Mitch Hill, voormalig senior partner bij Andersen Consulting, heeft Avanade opgericht en was de CEO tot 31 augustus 2008. Adam Warby heeft de positie overgenomen sinds 1 september 2008, om op 1 september 2019 de positie door te geven aan Pamela Maynard.

## Avanade België
Avanade was sinds 2001 actief op de Belgische markt. In 2005 werd in Brussel een kantoor geopend voor België en Luxemburg.
Avanade is sinds 2013 gevestigd in Merelbeke. Er werken ongeveer 130 mensen.

## Avanade Nederland
Sinds juni 2004 is Avanade gevestigd in Nederland. Tot maart 2017 was het kantoor gevestigd in Almere en is daarna verhuisd naar Papendorp in Utrecht. Sinds maart 2022 is het kantoor gevestigd aan de Fred. Roeskestraat in Amsterdam. In Nederland werken zo’n 400 mensen bij Avanade. Avanade Nederland valt onder leiding van Sebo Wijnberg, die is aangesteld als Country Manager per 1 september 2019.

## Werkgebied
Avanade is werkzaam in meer dan 70 steden verspreid over Noord-Amerika, Europa, Azië, Zuid-Amerika en het Stille Oceaangebied. De volgende locaties vallen daaronder:
India (IDC), China (CDC) en de Filipijnen (PDC) voorzien Avanade van “offshore consultants” gevestigd bij Accenture. Deze “offshore” werknemers zijn 40% van het complete Avanade team. Avanade gebruikt deze offshore werknemers in India, China en overige opkomende landen, om klanten te helpen kosten te besparen.